# Tyran de Cassin
Tyrannus vociferans
Espèce
Statut de conservation UICN

 LC  : Préoccupation mineure
Le Tyran de Cassin (Tyrannus vociferans) est une espèce de passereau appartenant à la famille des Tyrannidae.
Le nom de cet oiseau commémore l'ornithologue américain John Cassin.

## Description
Les adultes ont une tête grise avec des joues un peu plus foncées, une queue non fourchu foncée avec une frange chamois et le ventre gris-olive. Ils ont la gorge jaune pâle et le bas de la poitrine d'un jaune soutenu.
Les juvéniles sont plus ternes et ont des bords pâles sur les ailes.
L'appel est un cri aigu court suivi d'un pépiement plus long, qui sonne comme un «Chi-beer».

## Nidification
Ils construisent un nid volumineux sur une branche horizontale à mi-hauteur d'un arbre ou dans la canopée. Les trois à cinq œufs blancs tachetés ont une période d'incubation de 18 à 19 jours.

## Répartition et habitat
En été, ces oiseaux se trouvent en Californie et de l'Utah au Montana, à l'est des Montagnes Rocheuses. Leur habitat comprend des pâturages et des savanes.
Ces oiseaux migrent vers leurs quartiers d'hiver entre le sud de la Californie et le nord de l'Amérique centrale. Ils résident en permanence dans le centre-sud du Mexique et leur aire d'hivernage principale est située à l'ouest de la mer de Cortez dans le sud de la Basse-Californie et, à l'est de la mer, à l'ouest de la partie continentale du Mexique.

## Alimentation
Le Tyran de Cassin se nourrit principalement d'insectes qu'il attrape en vol avec son bec à partir de perchoirs élevés. Il mange aussi des baies et des fruits en quantité moindre.

## Sous-espèces
D'après Alan P. Peterson, cet oiseau est représenté par deux sous-espèces :
- Tyrannus vociferans vociferans Swainson 1826 ;
- Tyrannus vociferans xenopterus Griscom 1934.